# قائمة جزر المملكة المتحدة
هذه قائمة جزر المملكة المتحدة. تمتلك المملكة المتحدة لبريطانيا العظمى وأيرلندا الشمالية آلاف الجزر داخل أراضيها والعديد من الأقاليم الخارجية. هذه قائمة بالجزر البريطانية المختارة مجمعة حسب الدولة المكونة أو إقليم ما وراء البحار. أكبر جزيرة بريطانية هي بريطانيا العظمى، والتي تشكل غالبية كبيرة من المملكة المتحدة وهي تاسع أكبر جزيرة في العالم.

## المملكة المتحدة

تتكون المملكة المتحدة من أربعة أجزاء: إنجلترا وأيرلندا الشمالية وإسكتلندا وويلز.

- بريطانيا العظمى (أكبر جزيرة في أوروبا).

### إنجلترا
- جزيرة بارو
- Bawden Rocks
- جزيرة براونسي
- جزيرة كانفي
- جزيرة كوكيه
- جزيرة دريكس [الإنجليزية]
- Eddystone
- جزر فارن
  - Staple Island
- Foulness Island
- Furzey Island
- Green Island
- Havergate Island
- Hayling Island
- Hilbre Island
- جزيرة بورتلاند
- شيبي
- وايت
- جزر سيلي
  - Annet
  - Bryher
  - Gugh
  - Samson
  - St Agnes
  - St Helen's
  - St Martin's
  - St Mary's
  - تريسكو
- ليندسفارن
- جزيرة لوندي
  - جزيرة لوندي
- Mersea Island
- Pilsey Island
- Portsea Island
- Read's Island
- Roa Island
- Seghy
- Steep Holm
- The Gwineas
- Thorney Island
- Virtle Rock
- Wallasea Island
- Walney Island

### أيرلندا الشمالية
أيرلندا الشمالية جزء من جزيرة أيرلندا.
- Boa Island
- Cannon Rock
- Copeland Islands
- Lustymore Island
- جزيرة راثلين
- Ram's Island
- White Island

### إسكتلندا
- Ailsa Craig
- جزيرة أران
- جزيرة بوت
- جزيرة سكاي
- Raasay
- Rona (disambiguation)
- Soay (disambiguation)
- Muck
- Eigg
- Rùm
- Shuna
- Colonsay
- Oronsay
- Scarba
- Easdale
- Jura
- إيلاي
- Mull
- Ulva
- Gometra
- إيونا
- Coll
- Tiree

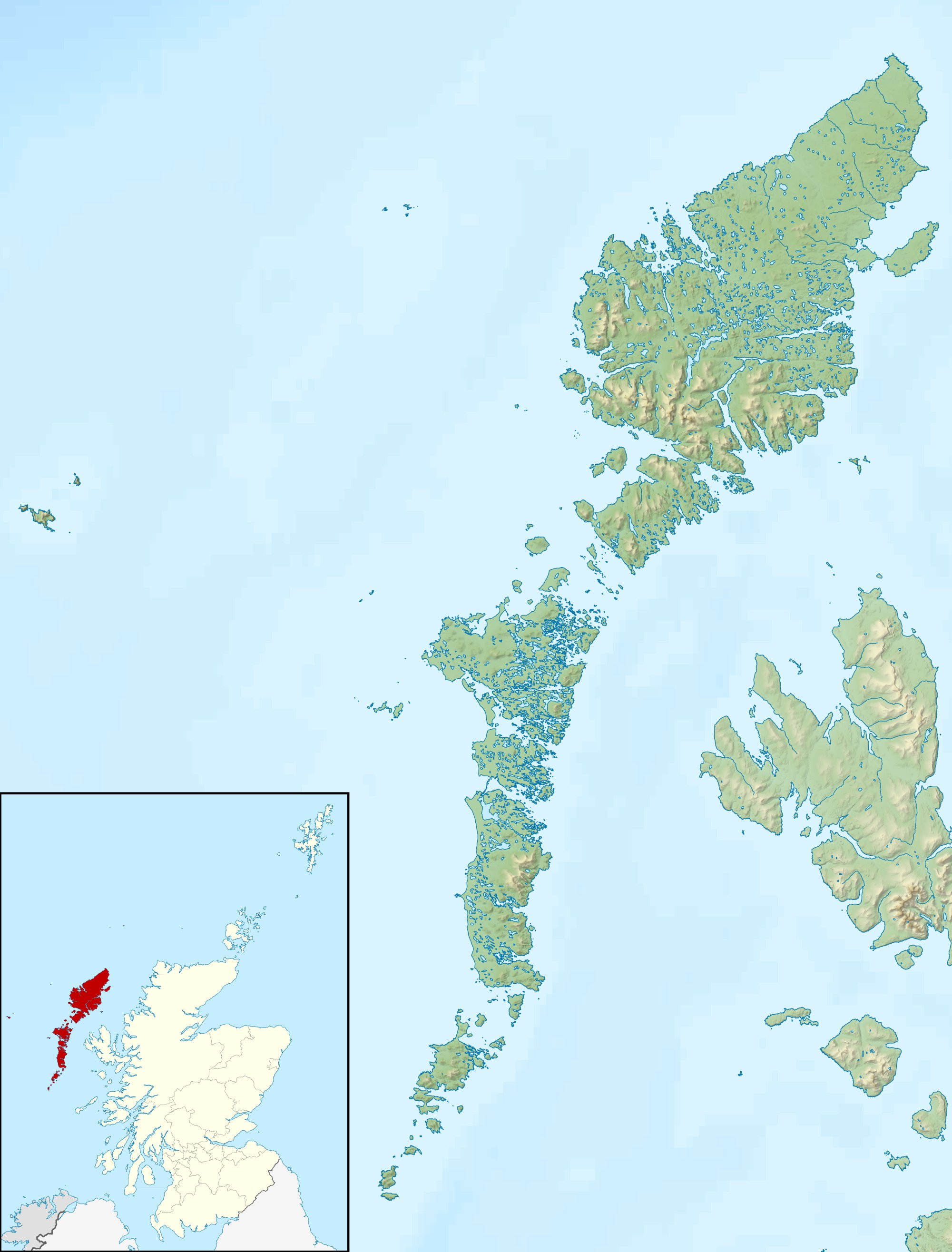
هبرديس الخارجية في إسكتلندا.

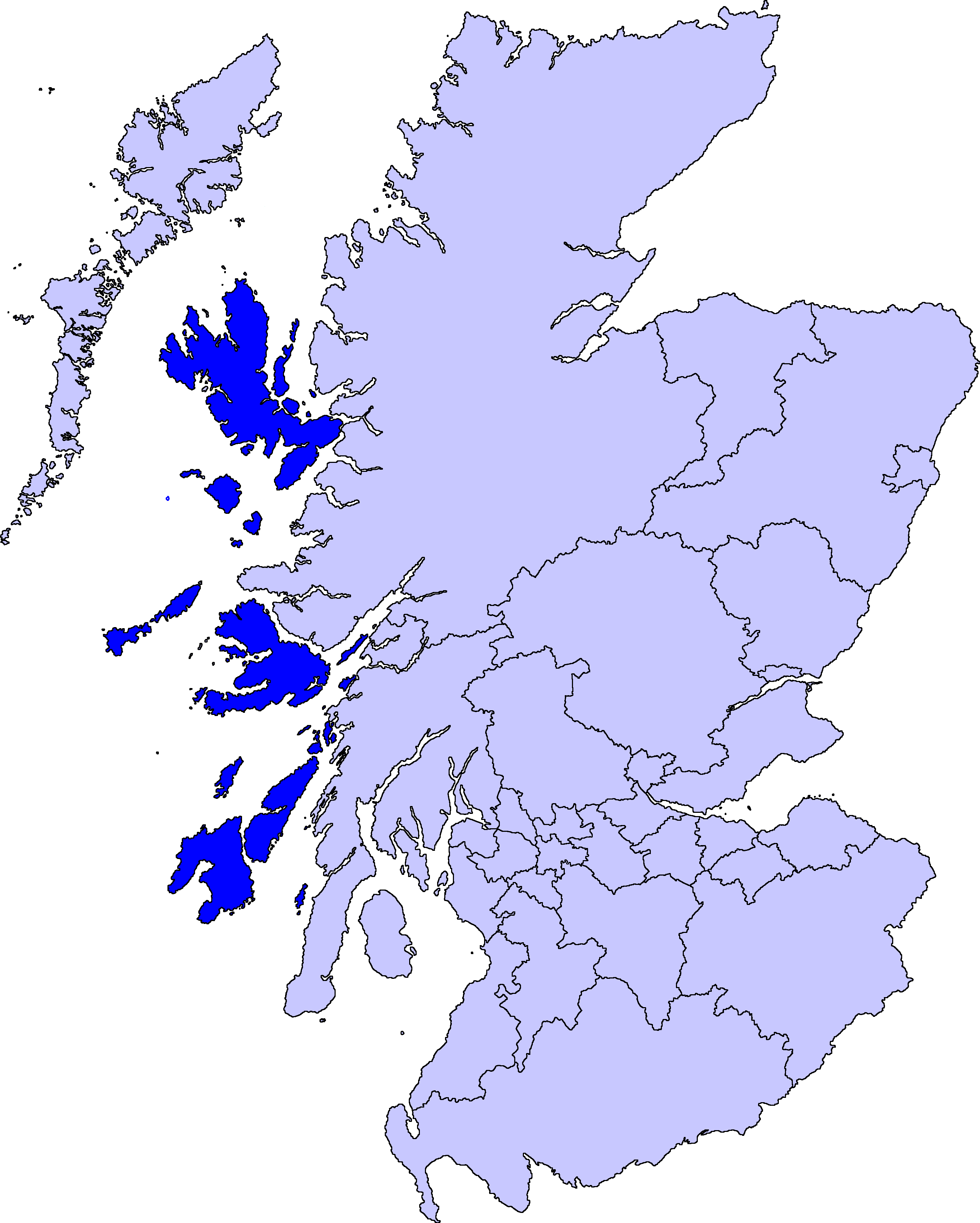
هبرديس الداخلية في إسكتلندا.

- Lewis and Harris (أكبر جزيرة في الجزر البريطانية بعد بريطانيا العظمى وأيرلندا)
- جزر أوركني
  - Mainland pig
- شتلاند
- روكال
- Hiort or Hirta
- Boreray (disambiguation)
- Stac Lee
- Vatersay
- Eriskay
- Grimsay
- Berneray
- Barra
- Mingulay
- جنوب يويست
- بنبكيولا
- North Uist
- Vallay
- Killegray
- Berneray (disambiguation)
- Taransay
- Scarp
- Mealasta Island
- Scalpay, Inner Hebrides
- Scalpay, Outer Hebrides
- Great Bernera
- Little Bernera
- Pabbay Mhor
- Pabbay Bheag
- Berisay
- The Old Hill
- Flodday
- Vuia Mhor
- Vuia Bheag
- Vacasay West Loch Roag
- Vacasay East Loch Roag
- North Rona
- Sulisker
- Eilean Colm Cille
- جزيرة هوي
- North Ronaldsay
- South Ronaldsay
- Sanday
- Westray
- Rousay
- Gairsay
- ٳيداي
- Auskerry
- Stronsay
- شابينساي
- Burray
- Copinsay
- Foula
- Whalsay
- Yell
- Unst
- Fair Isle
- Fetlar
- Bressay
- East and West Burra
- Muckle Roe
- Papa Stour
- Trondra
- Out Skerries
- Mousa
- About 800 other islands

### ويلز
- أنغلزي (أكبر جزيرة في ويلز)
  - Church Island
  - كريبينو
  - East Mouse
  - Holy Island
  - Middle Mouse
  - North Stack
  - جزيرة باففين
  - Salt Island
  - The Skerries
  - South Stack
  - West Mouse
- Bardsey Island
- Caldey Island
- Cardigan Island
- Denny Island
- Flat Holm
- Grassholm Island
- Ramsey Island
- Skokholm Island
- Skomer Island
- Sully Island

## الأراضي في الخارج

### أنغويلا
- أنغويلا
- أنغيليتا
- Dog Island
- Prickly Pear Cays
- Sandy Island، تُعرف أيضًا بإسم Sand Island
- Scrub Island
- Seal Island
- Sombrero، تُعرف أيضًا بإسم Hat Island

### جزيرة أسينشين
جزيرة أسينشين التابعة لسانت هيلينا.
- جزيرة أسينشين
- Boatswain Bird Island
  - Boatswain Bird Rock
- Tartar Rock
- White Rocks

### برمودا
- Boaz Island
- Castle Island
- Hawkins Island
- Ireland Island
- Nonsuch Island
- Ordnance Island
- Paget Island
- Saint David's Island
- جزيرة سانت جورج  [لغات أخرى]‏
- Smith's Island
- Somerset Island
- Trunk Island

### المقاطعة البريطانية بالقارة القطبية الجنوبية
جزء كبير من إقليم أنتاركتيكا البريطاني مدرج أيضا في المطالبات المتداخلة لتشيلي والأرجنتين. لم تحظ أي من هذه المطالبات باعتراف دولي واسع النطاق (فقط المطالبة البريطانية حصلت على أي منها) وتم تعليقها. وجميعها تنظمها معاهدة أنتاركتيكا
- جزيرة أديلايد
- Astrolabe Island
- Berkner Island
- جزيرة دندي
- جزيرة دو أورفيل
- جزيرة جيمس روس
  - Lockyer Island
- جزيرة جوينفيل
- جزيرة سنو هيل
- جزر أوركني الجنوبية
  - Acuña Island
  - Coronation Island
  - Inaccessible Islands
  - Laurie Island
  - Powell Island
  - جزيرة روبرتسون
  - Saddle Islands
  - Shagnasty Island
  - Signy Island
  - Valette Island
- جزر جنوب شيتلاند
  - Aitcho Islands
    - Barrientos Island
    - Emeline Island
    - Jorge Island
    - Cecilia Island، التي أطلق عليها تشيلي Isla Torre
    - Sierra Island
    - Passage Rock
    - Morris Rock

  - جزيرة كلارنس
  - جزيرة ديسبشن
  - جزيرة إليفانت
    - Cornwallis Island
    - Gibbs Island
    - Rowett Island
    - Seal Islands

  - Greenwich Island
  - جزيرة الملك جورج
    - Bridgeman Island
    - Penguin Island

  - جزيرة ليفينغستون
    - Desolation Island
    - جزيرة هاف مون
    - Rugged Island

  - Low Island
  - Nelson Island
  - Robert Island
  - جزيرة سميث
  - جزيرة سنو
- Vega Island
- Zigzag Island

### إقليم المحيط الهندي البريطاني
- Blenheim Reef
- Danger Island
- دييغو غارسيا
- Eagle Islands
  - Eagle Island (Ile Aigle)
  - Ile Aux Vaches
- Egmont Islands
  - Eastern Egmont (Ile Sud-Est)
  - Ile aux Rats
  - Ile Carre Pate
  - Ile Cipaye
  - Ile Lubine
- Ganges Bank
- Great Chagos Bank
- Nelsons Island
- Owen Bank
- Peros Banhos
- Pitt Bank
- Salomon Islands
  - Ile Anglaise
  - Ile Boddam
  - Ile Charles
  - Ile de la Passe
  - Ile Diable
  - Ile Du Sel
  - Ile Fouquet
  - Ile Jacobin
  - Ile Mapou
  - Ile Poule
  - Ile Sepulture
  - Takamaka Islands
    - Ile Takamaka
- Speakers Bank
- Victory Bank
- Wight Bank

### جزر العذراء البريطانية
- أنيغادا
  - أنيغادا
  - Little Anegada
- بيف آيلاند
  - Bellamy Cay
  - Whale Rock
- Dog Islands
  - George Dog Island
  - Great Dog Island
  - Seal Dog Islands
    - East Seal Dog Island
    - Little Seal Dog Island

  - West Dog Island
- جوست فان دايك
  - Little Jost Van Dyke
- Little Sisters
  - Carvel Rock
  - Cooper Island
  - Ginger Island
  - Norman Island
  - Pelican Island
    - Carrot Rock
    - Dead Chest Island

  - Salt Island
- تورتولا
  - Buck Island
- فيرجن غوردا
  - Eustatia Island
  - Fallen Jerusalem Island
  - Mosquito Island
  - جزيرة نيكر
  - Round Rock

### جزر كايمان
- Cayman Brac
- غراند كايمان
- Little Cayman
  - Owen Island

### جزر فوكلاند
كما تُطالب الأرجنتين بجزر فوكلاند؛ أنظر: النزاع السيادي على جزر فوكلاند.
- جزيرة فوكلاند الشرقية
  - Sea Lion Island
- جزيرة فوكلاند الغربية
  - Jason Islands
    - Elephant Jason Island
    - Flat Jason Island
    - Grand Jason Island
    - South Jason Island
    - Steeple Jason Island

  - Passage Islands
  - جزيرة ببل  [لغات أخرى]‏
    - East Island
    - Golding Island
    - Pebble Islet
    - Rabbit Island

  - Saunders Island
  - Swan Islands
    - North Swan Island
    - Swan Island
    - West Swan Island

  - Weddell Island

### مونتسرات
- مونتسرات
  - Goat Islet
  - Little Redonda

### جزر بيتكيرن
- جزيرة دوسي
  - Acadia Islet
  - Edwards Islet
  - Pandora Islet
  - جزيرة دوسي
- Henderson Island
- Oeno Island
- Pitcairn Island

### سانت هيلينا
- سانت هيلينا

### جورجيا الجنوبية وجزر ساندويتش الجنوبية
وتطالب الأرجنتين أيضًا بجورجيا الجنوبية وجزر ساندويتش الجنوبية. انظر النزاع على سيادة جزر فوكلاند.
- Black Rock
- Clerke Rocks
- Shag Rocks
- جزيرة جورجيا الجنوبية
  - Annenkov Island
  - جزيرة الطيور
  - Cooper Island
  - Grassholm
  - Grass Island
  - Pickersgill Islands
  - Welcome Islands
  - Willis Islands
    - Main Island
    - Trinity Island
- جورجيا الجنوبية وجزر ساندويتش الجنوبية
  - Candlemas Islands
  - Central Islands
  - Southern Thule
  - Traversay Islands

### تريستان دا كونا
تريستان دا كونا تابعة لسانت هيلينا.
- جزيرة غوف (تابعة لتريستان دا كونا)
- Inaccessible Island
- Nightingale Islands
  - Middle Island
  - Nightingale Island
  - Stoltenhoff Island
- تريستان دا كونا

### جزر توركس وكايكوس
- جزر توركس وكايكوس
  - جزيرة غراند تورك  [لغات أخرى]‏
  - جزيرة الملح
    - Cotton Cay
- جزر توركس وكايكوس
  - كايكوس الشرق
  - كايكوس الوسطى  [لغات أخرى]‏
  - شمال كايكوس  [لغات أخرى]‏
  - Parrot Cay
  - بروفيدنسياليس
  - جنوب كايكوس  [لغات أخرى]‏
  - غرب كايكوس  [لغات أخرى]‏